# 保田駅 (千葉県)
保田駅（ほたえき）は、千葉県安房郡鋸南町保田にある、東日本旅客鉄道（JR東日本）内房線の駅である。

## 歴史
- 1917年（大正6年）8月1日：鉄道院の駅として開設[1]。
- 1971年（昭和46年）10月1日：貨物及び荷物扱い廃止[2]。
- 1987年（昭和62年）4月1日：国鉄分割民営化に伴い、東日本旅客鉄道（JR東日本）の駅となる[1][2]。
- 2009年（平成21年）3月14日：ICカード「Suica」の利用が可能となる[3]。東京近郊区間に組込まれる[3]。
- 2021年（令和3年）1月31日：この日限りでみどりの窓口が営業を終了[4][5]。

## 駅構造
島式ホーム1面2線を有する地上駅である。ホームは嵩上げされていない。木造駅舎を備え、駅舎とホームは跨線橋で連絡している。
JR東日本ステーションサービスによる業務委託駅（木更津統括センター（館山駅）管理）。簡易Suica改札機が設置されている。トイレは男女別水洗式。

### のりば
| 番線 | 路線    | 方向 | 行先                     |
| ---- | ------- | ---- | ------------------------ |
| 1    | ■内房線 | 上り | 木更津・千葉・東京方面   |
| 2    | ■内房線 | 下り | 館山・安房鴨川・勝浦方面 |

（出典：JR東日本:駅構内図）
- 平日朝のみ当駅始発下り列車の設定がある。なお非常時には列車が当駅折返しになることがある。
- 信号設備上1・2番線共に両方面からの到着及び出発が可能である。
- 上記設備を用いて普通列車が通常とは反対側のホームに入り、特急待避を行う場合がある。
- ホームは11両編成まで対応する。

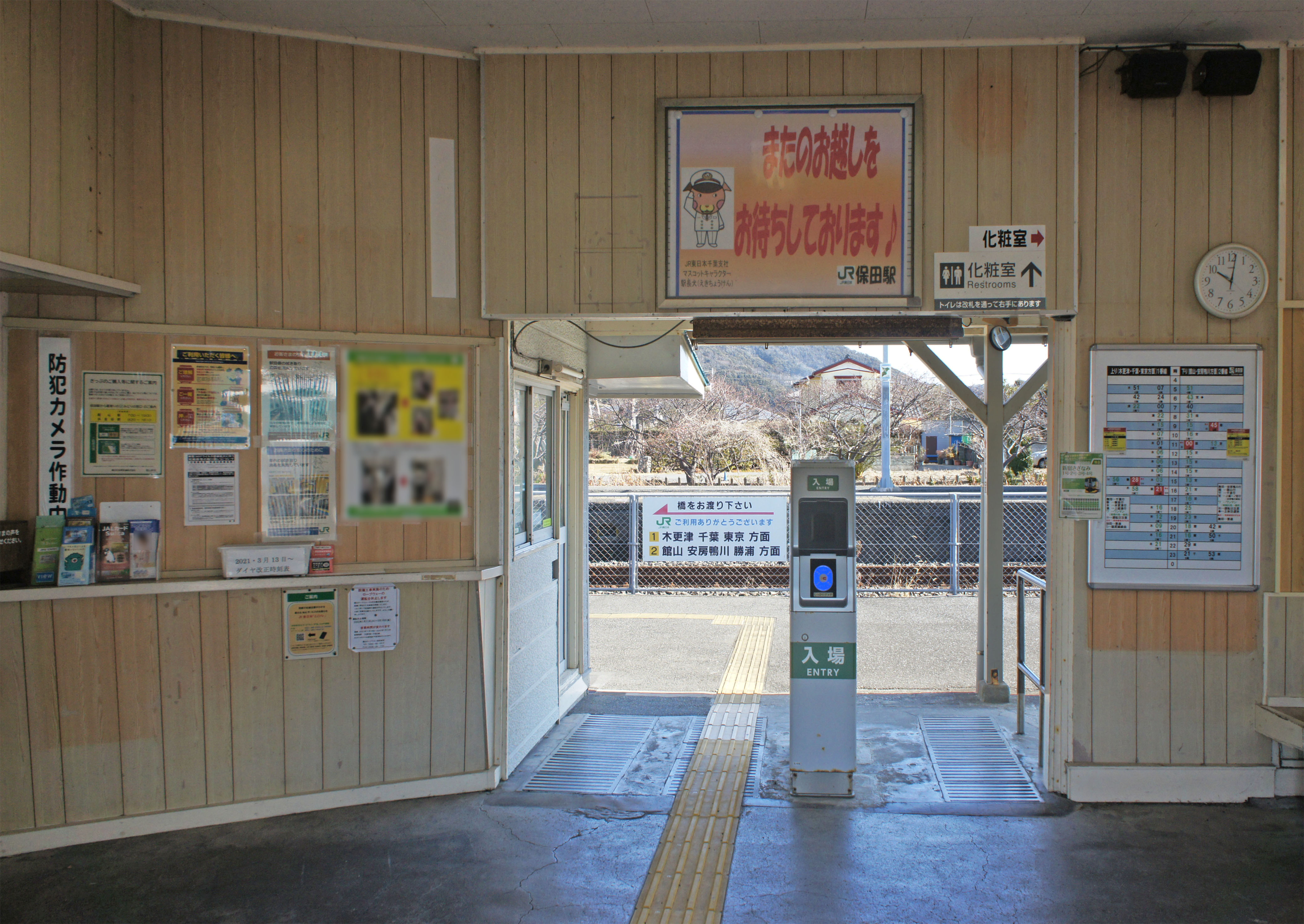
改札口（2022年2月）
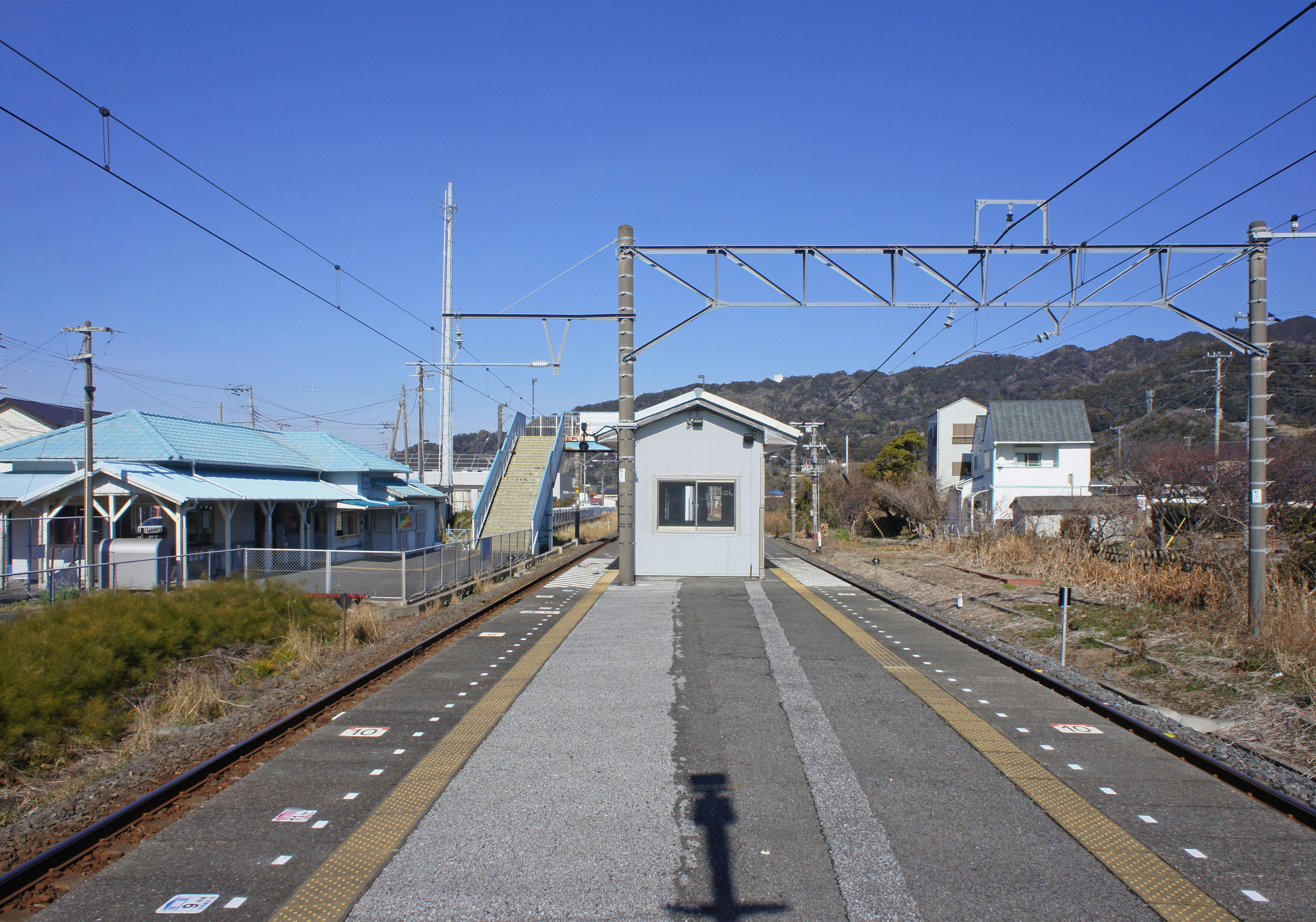
駅ホーム（2022年2月）
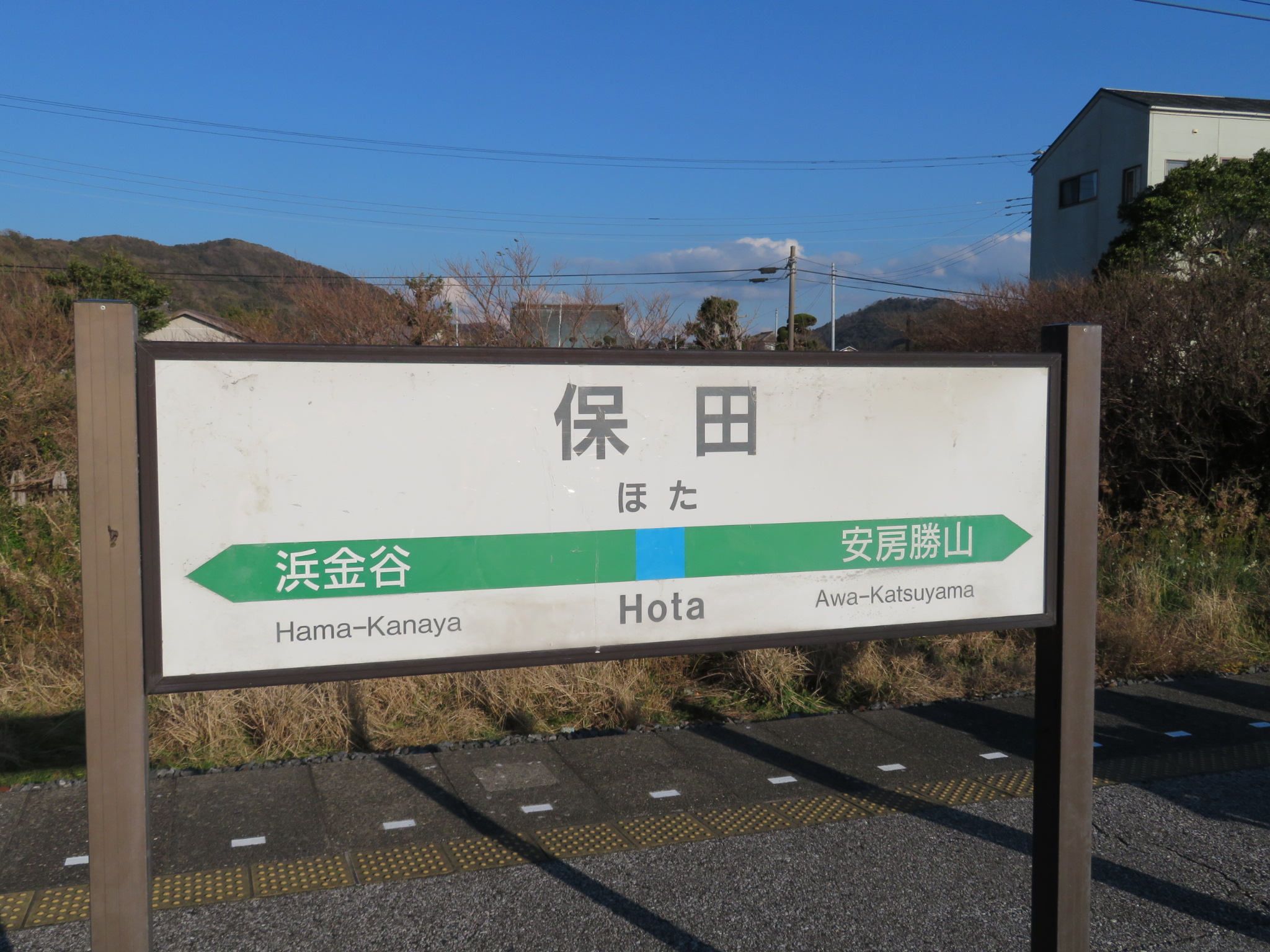
駅名標（2020年1月）

## 利用状況
2023年度（令和5年度）の1日平均乗車人員は181人である。
JR東日本および千葉県統計年鑑によると、1990年度（平成2年度）以降の1日平均乗車人員の推移は以下の通り。
| 年度               | 1日平均 乗車人員 | 出典     |
| ------------------ | ---------------- | -------- |
| 1990年（平成02年） | 721              | [ * 1 ]  |
| 1991年（平成03年） | 740              | [ * 2 ]  |
| 1992年（平成04年） | 727              | [ * 3 ]  |
| 1993年（平成05年） | 690              | [ * 4 ]  |
| 1994年（平成06年） | 657              | [ * 5 ]  |
| 1995年（平成07年） | 664              | [ * 6 ]  |
| 1996年（平成08年） | 648              | [ * 7 ]  |
| 1997年（平成09年） | 603              | [ * 8 ]  |
| 1998年（平成10年） | 585              | [ * 9 ]  |
| 1999年（平成11年） | 551              | [ * 10 ] |
| 2000年（平成12年） | 492              | [ * 11 ] |
| 2001年（平成13年） | 460              | [ * 12 ] |
| 2002年（平成14年） | 457              | [ * 13 ] |
| 2003年（平成15年） | 444              | [ * 14 ] |
| 2004年（平成16年） | 431              | [ * 15 ] |
| 2005年（平成17年） | 411              | [ * 16 ] |
| 2006年（平成18年） | 399              | [ * 17 ] |
| 2007年（平成19年） | 381              | [ * 18 ] |
| 2008年（平成20年） | 359              | [ * 19 ] |
| 2009年（平成21年） | 361              | [ * 20 ] |
| 2010年（平成22年） | 338              | [ * 21 ] |
| 2011年（平成23年） | 304              | [ * 22 ] |
| 2012年（平成24年） | 305              | [ * 23 ] |
| 2013年（平成25年） | 298              | [ * 24 ] |
| 2014年（平成26年） | 280              | [ * 25 ] |
| 2015年（平成27年） | 277              | [ * 26 ] |
| 2016年（平成28年） | 273              | [ * 27 ] |
| 2017年（平成29年） | 250              | [ * 28 ] |
| 2018年（平成30年） | 250              | [ * 29 ] |
| 2019年（令和元年） | 218              | [ * 30 ] |
| 2020年（令和02年） | 152              |          |
| 2021年（令和03年） | 156              |          |
| 2022年（令和04年） | 169              |          |
| 2023年（令和05年） | 181              |          |

## 駅周辺
- 富津館山道路（鋸南保田インターチェンジ）
- 国道127号
- 千葉県道34号鴨川保田線
- 千葉県道238号保田停車場線
- 鋸南町役場町民サービスコーナー
- 鋸南町訪問看護ステーション
- 保田郵便局
- 保田漁港
- 鋸南町国民健康保険鋸南病院
- 漁協直営食堂ばんや
- 道の駅保田小学校
- 京葉銀行保田支店
- ヤマト運輸鋸南センター
- 菱川師宣誕生地
- 保田海水浴場

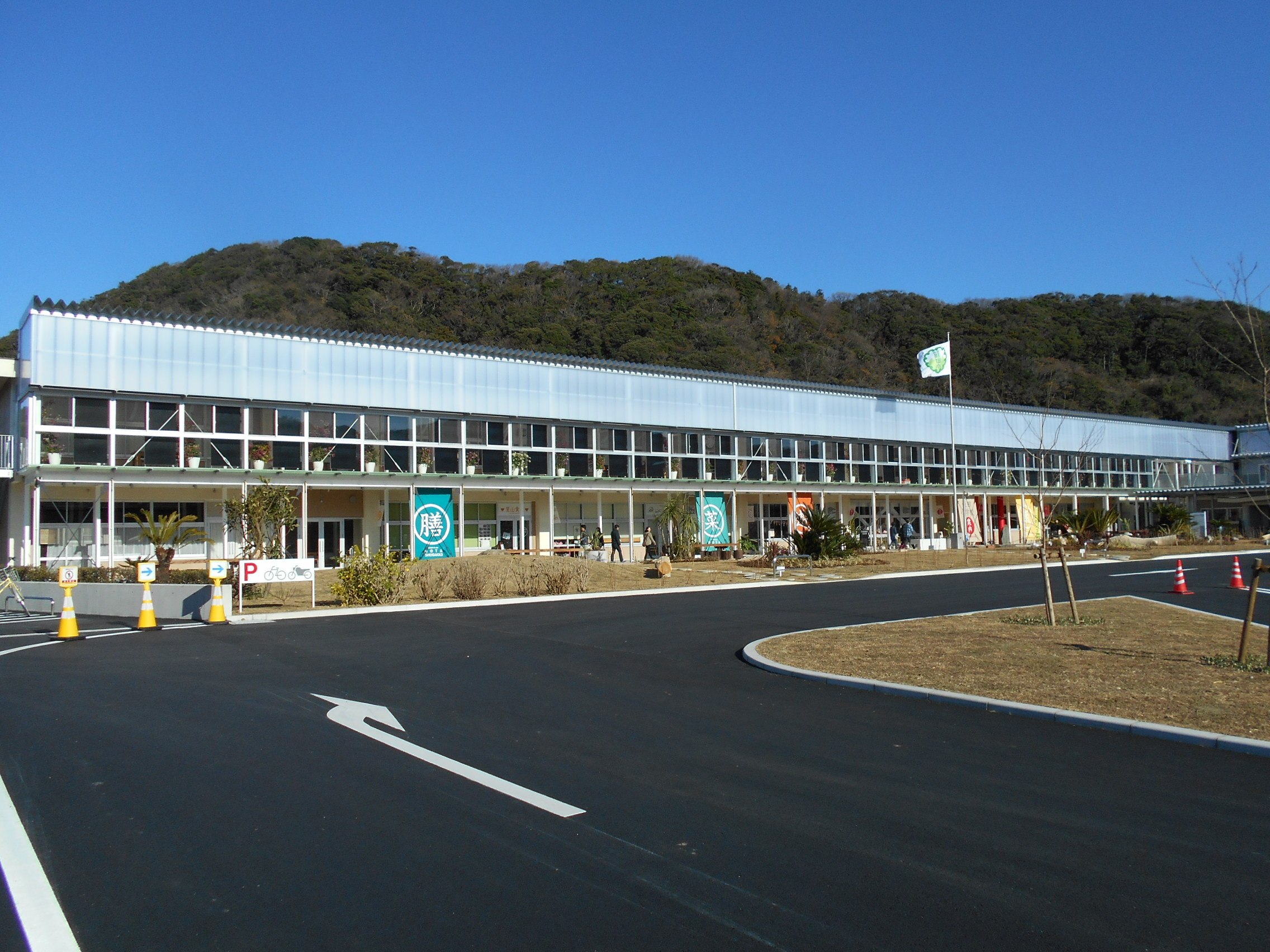
道の駅保田小学校

- 内房線鋸山トンネル保田側出口(鉄道撮影スポット)

## バス路線
保田駅・保田中央
- 鋸南町営循環バス
  - 赤バス・青バス：大崩行

## 隣の駅
東日本旅客鉄道（JR東日本）
- 臨時特急「新宿さざなみ」停車駅

■内房線
浜金谷駅 - 保田駅 - 安房勝山駅

### 記事本文
1. 1 2 3  曽根悟（監修） 著、朝日新聞出版分冊百科編集部 編『週刊 歴史でめぐる鉄道全路線 国鉄・JR』 31号 内房線・外房線・久留里線、朝日新聞出版〈週刊朝日百科〉、2010年2月21日、14-15頁。
2. 1 2  石野哲（編）『停車場変遷大事典 国鉄・JR編 Ⅱ』JTB、1998年、619頁。ISBN 978-4-533-02980-6。
3. 1 2  『Suicaをご利用いただけるエリアが広がります。』（PDF）（プレスリリース）東日本旅客鉄道、2008年12月22日。オリジナルの2019年5月3日時点におけるアーカイブ。2019年7月30日閲覧。
4. ↑  “駅の情報（保田駅）：JR東日本”.   東日本旅客鉄道. 2020年12月22日時点のオリジナルよりアーカイブ。2020年12月23日閲覧。
5. ↑  “営業施策について説明を受ける!” (PDF).   JR東労組千葉地方本部 (2020年6月12日). 2020年6月13日時点のオリジナルよりアーカイブ。2020年6月13日閲覧。

### 利用状況
1. ↑  千葉県統計年鑑 - 千葉県

JR東日本の2000年度以降の乗車人員
1. 1 2  各駅の乗車人員（2023年度） - JR東日本
2. ↑  各駅の乗車人員（2000年度） - JR東日本
3. ↑  各駅の乗車人員（2001年度） - JR東日本
4. ↑  各駅の乗車人員（2002年度） - JR東日本
5. ↑  各駅の乗車人員（2003年度） - JR東日本
6. ↑  各駅の乗車人員（2004年度） - JR東日本
7. ↑  各駅の乗車人員（2005年度） - JR東日本
8. ↑  各駅の乗車人員（2006年度） - JR東日本
9. ↑  各駅の乗車人員（2007年度） - JR東日本
10. ↑  各駅の乗車人員（2008年度） - JR東日本
11. ↑  各駅の乗車人員（2009年度） - JR東日本
12. ↑  各駅の乗車人員（2010年度） - JR東日本
13. ↑  各駅の乗車人員（2011年度） - JR東日本
14. ↑  各駅の乗車人員（2012年度） - JR東日本
15. ↑  各駅の乗車人員（2013年度） - JR東日本
16. ↑  各駅の乗車人員（2014年度） - JR東日本
17. ↑  各駅の乗車人員（2015年度） - JR東日本
18. ↑  各駅の乗車人員（2016年度） - JR東日本
19. ↑  各駅の乗車人員（2017年度） - JR東日本
20. ↑  各駅の乗車人員（2018年度） - JR東日本
21. ↑  各駅の乗車人員（2019年度） - JR東日本
22. ↑  各駅の乗車人員（2020年度） - JR東日本
23. ↑  各駅の乗車人員（2021年度） - JR東日本
24. ↑  各駅の乗車人員（2022年度） - JR東日本

千葉県統計年鑑
1. ↑  千葉県統計年鑑（平成3年）
2. ↑  千葉県統計年鑑（平成4年）
3. ↑  千葉県統計年鑑（平成5年）
4. ↑  千葉県統計年鑑（平成6年）
5. ↑  千葉県統計年鑑（平成7年）
6. ↑  千葉県統計年鑑（平成8年）
7. ↑  千葉県統計年鑑（平成9年）
8. ↑  千葉県統計年鑑（平成10年）
9. ↑  千葉県統計年鑑（平成11年）
10. ↑  千葉県統計年鑑（平成12年）
11. ↑  千葉県統計年鑑（平成13年）
12. ↑  千葉県統計年鑑（平成14年）
13. ↑  千葉県統計年鑑（平成15年）
14. ↑  千葉県統計年鑑（平成16年）
15. ↑  千葉県統計年鑑（平成17年）
16. ↑  千葉県統計年鑑（平成18年）
17. ↑  千葉県統計年鑑（平成19年）
18. ↑  千葉県統計年鑑（平成20年）
19. ↑  千葉県統計年鑑（平成21年）
20. ↑  千葉県統計年鑑（平成22年）
21. ↑  千葉県統計年鑑（平成23年）
22. ↑  千葉県統計年鑑（平成24年）
23. ↑  千葉県統計年鑑（平成25年）
24. ↑  千葉県統計年鑑（平成26年）
25. ↑  千葉県統計年鑑（平成27年）
26. ↑  千葉県統計年鑑（平成28年）
27. ↑  千葉県統計年鑑（平成29年）
28. ↑  千葉県統計年鑑（平成30年）
29. ↑  千葉県統計年鑑（令和元年）
30. ↑  千葉県統計年鑑（令和2年）